# Цент

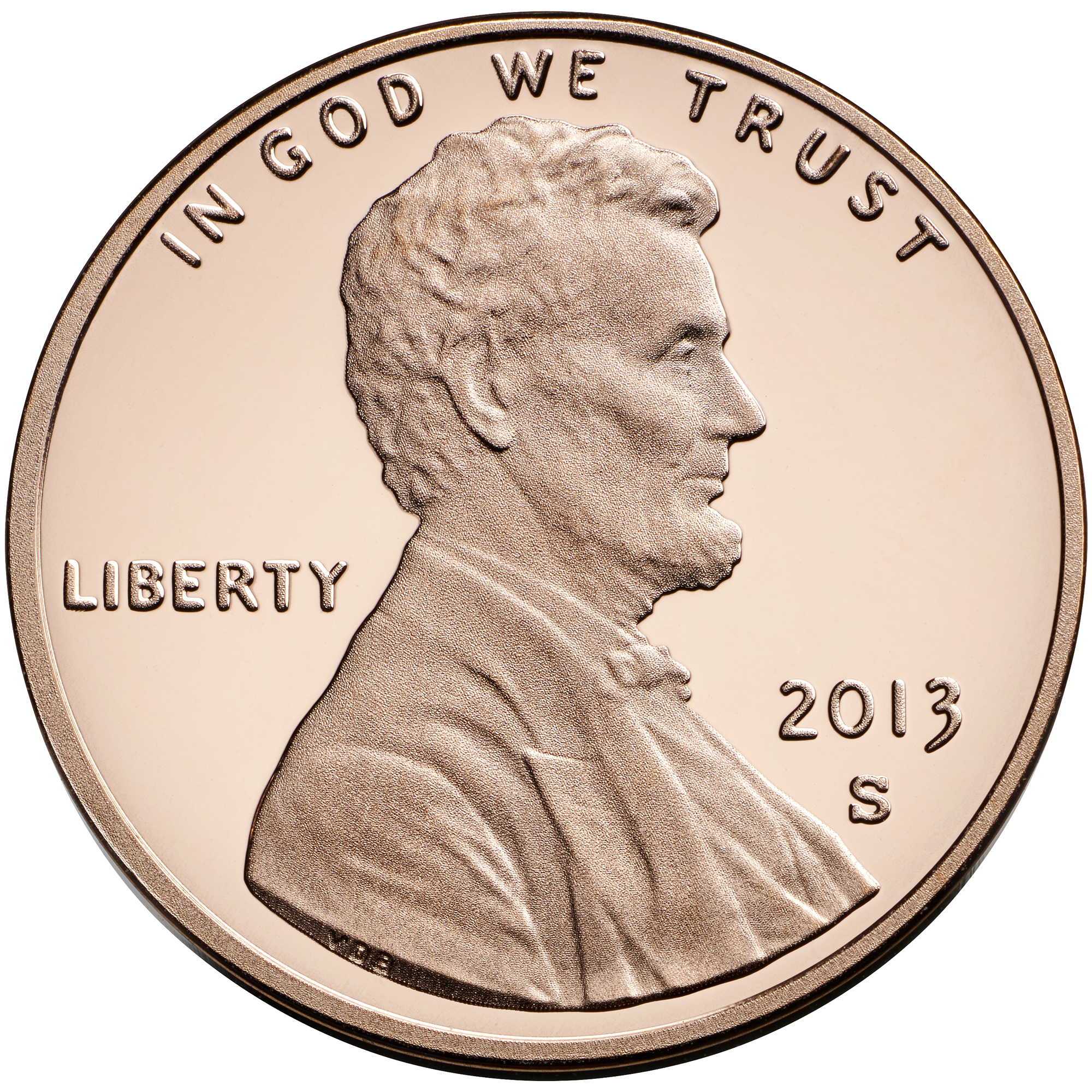
Монета 1 цент, США, 2013 год

Цент (от лат. centum — сто) — производная денежная единица и разменная монета достоинством в одну сотую базовой валюты многих стран.

## Этимология
Слово «цент» происходит от латинского centum («сто»). В ряде случаев может носить локальные названия: сен, сенити, сенте, сенти, син и т. п. В Сомали разменная монета официально называется: на английском языке — цент, на итальянском — чентезимо, на арабском и сомалийском — сенти.
В Гонконге и Макао одна сотая базовой валюты обозначается иероглифом 仙, который читается как «син» (англ. sin) — заимствование слова «цент» из английского.
От латинского слова centum («сто») также происходят названия разменных денежных единиц нескольких десятков англо-, франко-, итало-, испано- и португалоговорящих стран:
- сантим (фр. centime);
- сентаво (порт. и исп. centavo — дословно «одна сотая»);
- сентесимо и чентезимо (исп. и итал. centesimo от лат. centesimus — также «одна сотая»);
- сентимо (порт. cêntimo, исп. céntimo).

В Древнем Риме слово centum дало название монете центенионалис, которая предположительно равнялась 1/100 силиквы. От того же латинского корня происходит древнерусское слово «цата», одно из значений которого — мелкая монета.
Заимствованием из латинского также является албанское слово qind, означающее «сто» и давшее название разменной денежной единице Албании — киндарке.
Согласно декларации 2 Постановления Совета Европейского союза № 974/98 от 03.05.1998, официальное наименование разменной денежной единицы евро — цент (в частности, для использования во всех официальных текстах). Однако странам — участницам союза не запрещается использовать другие, локальные наименования. Название евроцент часто употребляется для отличия этой разменной денежной единицы от других разновидностей цента. Единственное государство, где для общеевропейских монет сохранилось традиционное название — Греция. Здесь, как и во времена обращения драхмы, производная денежная единица официально называется лептой (греч. Λεπτόν от др.-греч. λεπτος, что дословно означает «без кожуры», то есть «маленький», «тонкий»).
В Соединённых Штатах и Канаде одноцентовую монету обычно называют «пенни» (по образцу английского пенни).
Цент обычно сокращается как c (в большинстве стран от англ. cent), ct (например, в Литве от лит. centas) или s (например, в Эстонии от эст. sent). Во многих странах, использующих цент, для его обозначения также используется символ ¢, а на Тайване и в Гонконге — иероглифы (соответственно, 分 и 仙).

## Существующие валюты, состоящие из центов
| Наименование                                                                   | Сокращение | Статус | Валюта    | Государство                         | Пример монеты | Пример сокращения | Источники |
| ------------------------------------------------------------------------------ | ---------- | ------ | --------- | ----------------------------------- | ------------- | ----------------- | --------- |
| Аво (англ. и порт. avo, sin; кит. 仙)                                          |            |        | Патака    | Макао                               |               |                   | [ 4 ]     |
| Евроцент (англ. eurocent)                                                      |            |        | Евро      | Европейский союз                    |               |                   |           |
| Цент (англ. и нидерл. cent)                                                    |            |        | Гульден   | Нидерландские Антильские острова    |               |                   |           |
| Цент (англ. cent)                                                              |            |        | Доллар    | Австралия                           |               |                   |           |
| Цент (англ. cent)                                                              |            |        | Доллар    | Багамские Острова                   |               |                   |           |
| Цент (англ. cent)                                                              |            |        | Доллар    | Барбадос                            |               |                   |           |
| Цент (англ. cent)                                                              |            |        | Доллар    | Белиз                               |               |                   |           |
| Цент (англ. cent)                                                              |            |        | Доллар    | Виргинские Острова (Великобритания) |               |                   |           |
| Цент (сен) (англ. cent, sen)                                                   | ¢          |        | Доллар    | Бруней                              |               |                   | [ 6 ]     |
| Цент (англ. cent)                                                              |            |        | Доллар    | Гайана                              |               |                   |           |
| Цент (син) (англ. cent; кит. 仙; пиньинь sin)                                  |            |        | Доллар    | Гонконг                             |               |                   |           |
| Цент (англ. cent)                                                              |            |        | Доллар    | Зимбабве                            |               |                   |           |
| Цент (англ. cent)                                                              |            |        | Доллар    | Острова Кайман                      |               |                   |           |
| Цент (англ. и фр. cent)                                                        | ¢          |        | Доллар    | Канада                              |               |                   |           |
| Цент (англ. cent)                                                              |            |        | Доллар    | Кирибати                            |               |                   |           |
| Цент (англ. cent)                                                              |            |        | Доллар    | Кокосовые острова                   |               |                   |           |
| Цент (англ. cent)                                                              |            |        | Доллар    | Острова Кука                        |               |                   |           |
| Цент (англ. cent)                                                              | ¢          |        | Доллар    | Либерия                             |               |                   | [ 7 ]     |
| Цент (англ. cent)                                                              |            |        | Доллар    | Микронезия                          |               |                   |           |
| Цент (англ. и нем. cent)                                                       |            |        | Доллар    | Намибия                             |               |                   |           |
| Цент (англ. cent)                                                              |            |        | Доллар    | Науру                               |               |                   |           |
| Цент (англ. cent)                                                              |            |        | Доллар    | Ниуэ                                |               |                   |           |
| Цент (англ. cent)                                                              |            |        | Доллар    | Новая Зеландия                      |               |                   |           |
| Цент (англ. cent)                                                              |            |        | Доллар    | Палау                               |               |                   |           |
| Цент (англ. cent)                                                              |            |        | Доллар    | Северные Марианские Острова         |               |                   |           |
| Цент (сен) (англ. cent, sen)                                                   | ¢          |        | Доллар    | Сингапур                            |               |                   | [ 8 ]     |
| Цент (англ. cent)                                                              |            |        | Доллар    | Соломоновы Острова                  |               |                   |           |
| Цент (англ. и нидерл. cent)                                                    |            |        | Доллар    | Суринам                             |               |                   |           |
| Цент (англ. cent)                                                              | ¢          |        | Доллар    | США                                 |               |                   |           |
| Цент (фынь, фын, фэн, фэнь) (англ. cent; кит. 分; пиньинь fen)                 |            |        | Доллар    | Тайвань                             |               |                   |           |
| Цент (англ. cent)                                                              |            |        | Доллар    | Тринидад и Тобаго                   |               |                   |           |
| Цент (англ. cent)                                                              |            |        | Доллар    | Тувалу                              |               |                   |           |
| Цент (англ. cent)                                                              |            |        | Доллар    | Фиджи                               |               |                   |           |
| Цент (англ. cent)                                                              |            |        | Доллар    | Ямайка                              |               |                   |           |
| Цент (англ. cent)                                                              |            |        | Доллар    | Страны ОВКГ (OECS)                  |               |                   |           |
| Цент (англ. cent)                                                              |            |        | Леоне     | Сьерра-Леоне                        |               |                   |           |
| Цент (англ. cent)                                                              |            |        | Лилангени | Эсватини                            |               |                   |           |
| Цент (англ. cent; лит. centas)                                                 |            |        | Лит       | Литва                               |               |                   |           |
| Цент (сенте, мн. лисенте) (англ. cent; сесото sente, мн. lisente)              | L          |        | Лоти      | Лесото                              |               |                   | [ 10 ]    |
| Цент (англ. cent; араб. سنت‎)                                                   |            |        | Накфа     | Эритрея                             |               |                   |           |
| Цент (сенити) (англ. cent; тонг. senti)                                        |            |        | Паанга    | Тонга                               |               |                   |           |
| Цент (сен) (англ. cent, sen; кхмер. សេន)                                        |            |        | Риель     | Камбоджа                            |               |                   | [ 11 ]    |
| Цент (сен) (англ. cent, sen)                                                   |            |        | Ринггит   | Малайзия                            |               |                   |           |
| Цент (сен) (англ. cent, sen)                                                   |            |        | Рупия     | Индонезия                           |               |                   |           |
| Цент (англ. cent)                                                              |            |        | Рупия     | Маврикий                            |               |                   |           |
| Цент (англ. и фр. cent)                                                        |            |        | Рупия     | Сейшельские Острова                 |               |                   |           |
| Цент (англ. cent)                                                              | Cts.       |        | Рупия     | Шри-Ланка                           |               |                   | [ 12 ]    |
| Цент (сенте) (англ. cent; сесото sente)                                        | c          |        | Рэнд      | ЮАР                                 |               |                   | [ 13 ]    |
| Цент (сене) (англ. cent, sene)                                                 |            |        | Тала      | Самоа                               |               |                   |           |
| Цент (англ. и нидерл. cent)                                                    |            |        | Флорин    | Аруба                               |               |                   |           |
| Цент (сенти) (англ. cent; суахили senti)                                       |            |        | Шиллинг   | Кения                               |               |                   |           |
| Цент (чентезимо, сенти) (англ. cent; итал. centesimo; сомал. senti; араб. سنت‎) |            |        | Шиллинг   | Сомали                              |               |                   |           |
| Цент (англ. cent; сомал. senti; араб. سنت‎)                                     |            |        | Шиллинг   | Сомалиленд                          |               |                   |           |
| Цент (сенти) (англ. cent; суахили senti)                                       |            |        | Шиллинг   | Танзания                            |               |                   |           |
| Цент (англ. cent)                                                              |            |        | Шиллинг   | Уганда                              |               |                   |           |

## Символцента
Символ цента (англ. cent) — это латинская буква c, перечёркнутая по вертикали или по диагонали (¢). Разновидность знака — c без штриха или со штрихом, пересекающим только нижний полукруг буквы. Символ используется во многих странах, где разменной денежной единицей является цент или сентаво (например, на Кубе и в Мексике). И, как правило, в отличие от символа доллара, располагается не до, а после денежной суммы.

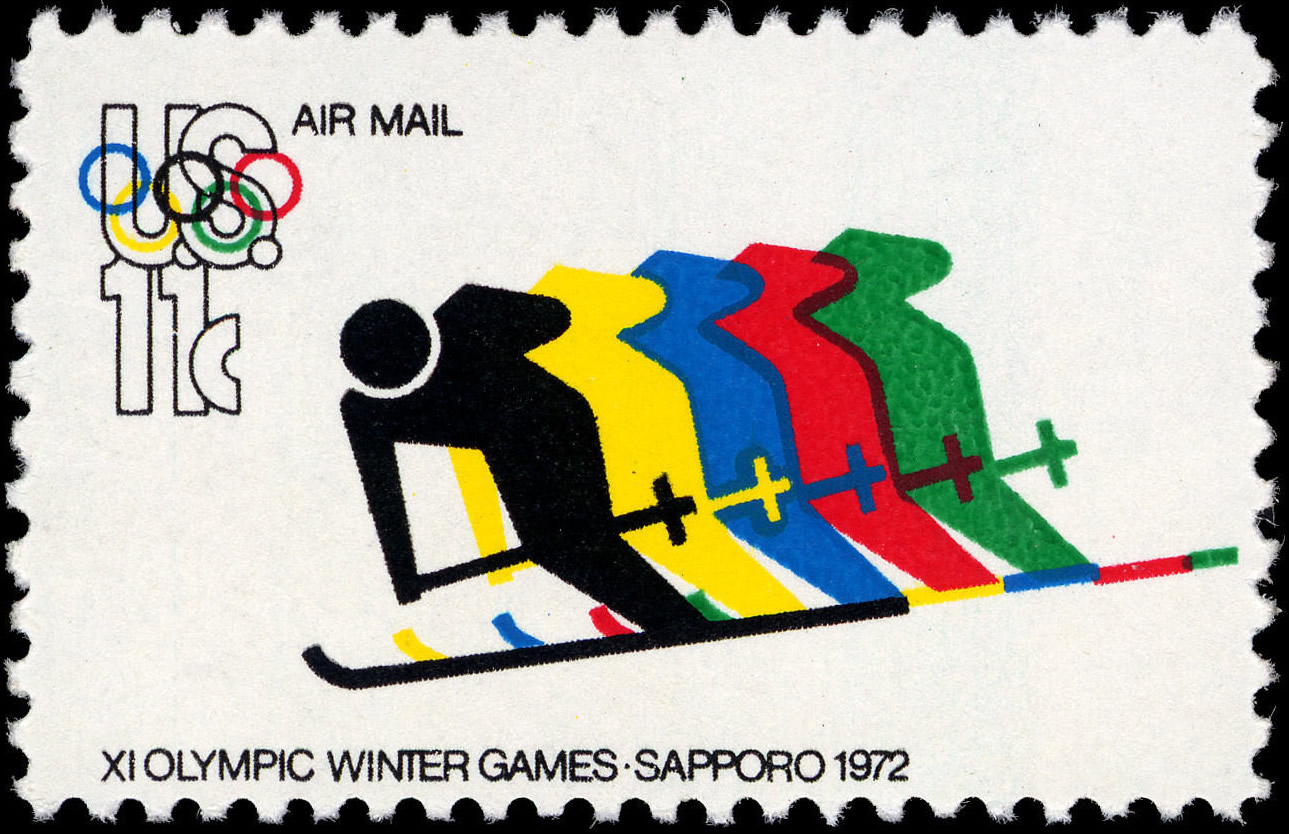
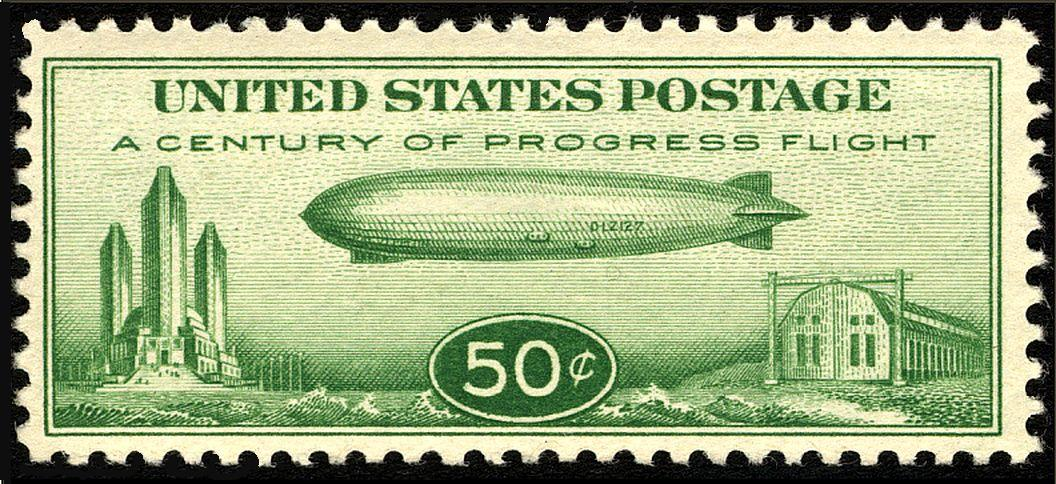
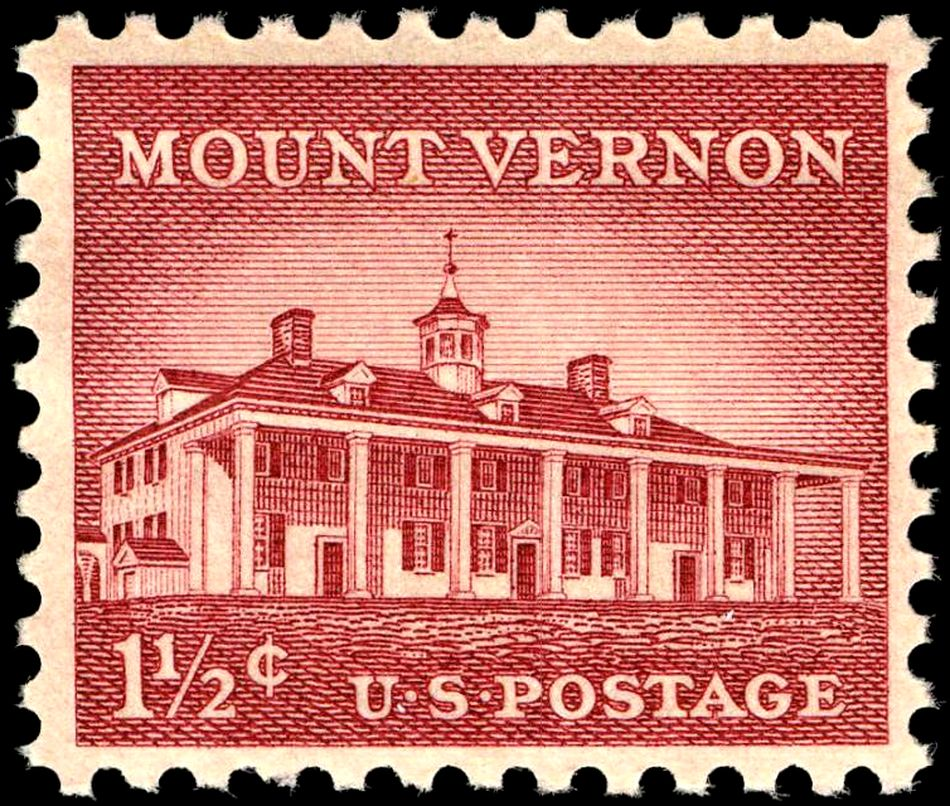
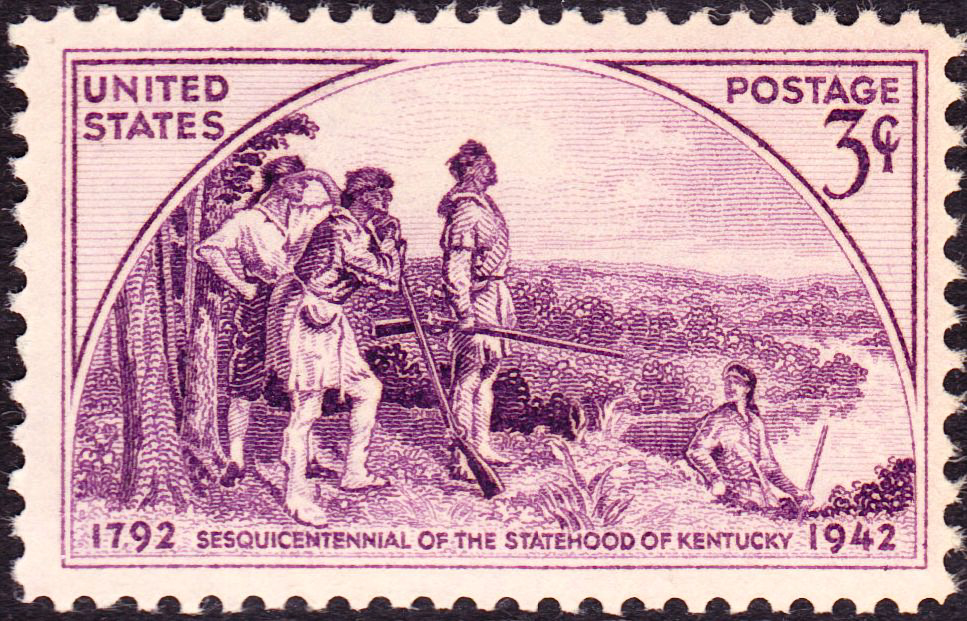
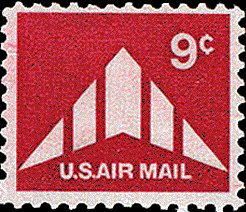